# Lav VI.
Lav VI., papa od svibnja do prosinca 928. godine.